# Kavalier (Papier)
Kavalier, auch Cavalier oder Pandectenformat, war eine qualitativ hochwertige Papiersorte. Diese war von besonderer Struktur fein geschöpft und von heller Grundfarbe. Es war das kleine Briefpapier. Als Hersteller wird eine Papiermühle in Annonay erwähnt.
In Deutschland wurde es als Kavalier- oder Damenpapier bezeichnet.
Abmaße: 19″ 6‴ hoch; 16″ 2‴ breit (ca. 52,8 cm × 43,8 cm; vgl. Pariser Linie).
In Frankreich wurden Papiernamen und Formate im Jahr 1741 gesetzlich festgelegt. In den Abmaßen 15/17 ½ Zoll wurde es als eine weitere Papiersorte mit Petit cavalier bezeichnet.